# Hollen (Adelsgeschlecht)

Wappen derer von Hollen

Von Hollen ist der Name einer bürgerlichen norddeutschen Familie und eines daraus hervorgegangenen preußischen Adelsgeschlechts, das 1866 durch die Nobilitierung von Julius von Hollen entstand.

## Geschichte
Die bürgerliche Familie trug einen mit von gebildeten Herkunftsnamen, das in diesem Fall kein Adelsprädikat war: von Hollen oder van Hollen, was auf eine Herkunft aus Hollen, in diesem Fall Hollen (Beverstedt) hindeutet. Früher wurde auch eine Herkunft aus den Niederlanden angenommen. Stammvater ist der Landwirt Heinrich von Hollen, der in Nesse (Loxstedt) bei Bremen Land besaß und hier am 14. November 1687 starb. Ende des 18. Jahrhunderts kam ein Zweig der Familie nach Hamburg. Der Jurist Levin Heinrich von Hollen (1767–1848), noch in Nesse geboren, wurde als Kaufmann und Hamburger Faktor der Hannoverschen Berghandlung sehr wohlhabend und war 1813 in der Lage, das holsteinische Gut Schönweide, heute Ortsteil von Grebin zu erwerben. Man hielt ihn nach dem Tod des sel. Salomon Heine für den reichsten Mann in Hamburg; sein Vermögen wurde auf weit mehr als 10 Millionen M. Bco. geschätzt.
Sein Sohn Julius von Hollen erwarb 1839 das Gut Tüschenbek im Herzogtum Lauenburg. Am 21. März 1866 erhielt er durch Diplom des preußischen Königs Wilhelm I. die Adelsanerkennung unter Erhebung in den preußischen Freiherrnstand für sich und seine Nachkommen. 
Sein Sohn Albrecht (1840–1896) erwarb 1866 die Güter Hohenwalde und Bilshöfen im Kreis Heiligenbeil in Ostpreußen und begründete mit seiner Frau Marie (1842–1930), geb. von Restorff das Haus Hohenwalde. Das Paar hatte sieben Töchter, jedoch keine Söhne.

### Besitzungen
- Schönweide, 1813–1986 (Herrenhaus 2000 durch Brand zerstört)[4]
- Görtz (Heringsdorf (Ostholstein)), 1842–1867
- Tüschenbek, 1849–1998(?)
- Hohenwalde (heute Teil der Landgemeinde Braniewo in Polen) und Bilshöfen (heute zum Munizipalkreis Rajon Bagrationowsk in Russland gehörig), 1866– (ab 1896 verpachtet)

## Wappen
Das 1866 verliehene Wappen zeigt in Blau ein den oberen Schildrand nicht berührenden goldenen Sparren, der unten von einer fünfblättrigen roten Rose ohne Samen begleitet ist. Aus dem freiherrlich gekrönten Helm wächst ein offener schwarzer Adlerflug hervor. Die Helmdecken sind blau und gold. Als Schildhalter dienen zwei auswärts sehende golden bewehrte schwarze Adler, die auf einem blauen Band mit der Devise in goldener Lapidarschrift Deus mihi adjutor (Gott ist mein Helfer) stehen.

## Monumente
- Mausoleum auf Tüschenbek
- Familiengrab auf dem Alten St.-Matthäus-Kirchhof Berlin[5]

## Namensträger
- Julius von Hollen (1804–1879), Jurist, Gutsbesitzer und Abgeordneter
  - Karl von Hollen (1839–1895), Verwaltungsbeamter und Rittergutsbesitzer
  - Georg von Hollen (1845–1900), Marineoffizier und Vizeadmiral
  - Gustav von Hollen (1851–1917), General der Kavallerie